# マディナ
マディナ(英: Madina)はガーナ南東部の大アクラ州西部の東ガ郡の郡都。2012年の人口は約13.7万人で、ガーナ国内としては12番目に人口が多い都市となっている。ガーナ大学や地方自治体の研究所が近傍に位置している。選挙区はアボコビ・マディナ選挙区。